# Paťanka
Paťanka (Pathanka) je zaniklá usedlost v Praze 6-Dejvicích, která stála v ulici Paťanka v místech garáží. Jsou po ní pojmenované ulice Paťanka, Nad Paťankou a Pod Paťankou a místní pension s restaurací.

## Historie
Vinice v místech usedlosti byla jedna z nejstarších vinic v oblasti Šárky - je o ní zmínka v urbáři sepsaném na počátku 15. století. Měla rozlohu 9 strychů a její lis existoval již roku 1487. Jméno získala po nožíři a staroměstském měšťanovi Fabiánu Pathanovi, který ji koupil roku 1521. V polovině 16. století přikoupil majitel sousední vinice a zdvojnásobil tak její rozlohu.
Roku 1613 vlastnil usedlost novoměstský měšťan Jiří Rozín z Javorníka. Po roce 1620 byl jeho majetek zkonfiskován a Rozín odešel do ciziny; vinici o rozloze 24 strychů získal probošt Šimon Brosius z Horštejna. Roku 1631 se Rozín vrátil do Čech se Sasy, s jejich odchodem ale i on opět odešel.
Po jeho smrti se jeho žena Dorota rozená z Hohenberka soudila s proboštem o majetek po svém muži. Ve sporu vedeném od 40. let 17. století získala Dorota jednu třetinu vinice, o ni však později přišla a usedlost zůstala proboštům.
Vinice zpustla a počátkem 18. století ji majitelé rozorali. Koncem 18. století měla viniční usedlost dvě zahrady - za domem a na místě bývalé vinice. Z domu, ve kterém původně bydlel proboštský vinař, se v průběhu 18. století stal dům činžovní.
Zánik
Usedlost byla zbořena roku 1968 a na jejím místě postaveny garáže.